# هرناندية
الهِرنَنْدِيّ أو الهرناندية (الاسم العلمي: Hernandia) هي جنس من النباتات تتبع الفصيلة الهرنانديات من رتبة الغاريات. سمي تكريماً لعالم النبات الإسباني فرانشيسكو هيرنانديز دي توليدو.

## أنواع الهرناندية
- هرناندية بيضاء الأزهار
- هرناندية تيمارية
- هرناندية زيتونية
- هرناندية ستوكسية
- هرناندية ضيقة السويقة
- هرناندية غويانية
- هرناندية ماسكارينية
- هرناندية وندتية
- هرناندية بنينية
- هرناندية بيضاوية
- هرناندية جامايكية
- هرناندية كتالبية الأوراق
- هرناندية كوبية
- هرناندية نصيلية
- هرناندية نوكوهيفية
- هرناندية نيلوفرية الأوراق
- هرناندية بابويانية
- هرناندية ساموية